# Selen
Selén (latinsko selenium) je kemični element, ki ima v periodnem sistemu simbol Se in atomsko število 34. Ta strupena nekovina je kemijsko podobna žveplu in telurju. Pojavlja se v številnih oblikah, a ena od njih je stabilna siva kovini podobna oblika, ki na svetlobi bolje prevaja elektriko kot v temi, zato se uporablja v fotocelicah. Ta element najdemo v sulfidnih rudah kot je pirit.
Selen obstaja v številnih alotropnih oblikah. V prašni obliki je amorfni selen rdeče barve, medtem kot je prozorna oblika črna. Kristalinski heksagonalni selen je kovinsko siv, medtem ko je monoklinski kristal globoko rdeče barve.
Selen izkazuje fotovoltaični učinek, ko pretvarja svetlobo v elektriko, in fotoprevodni učinek, ko se električna prevodnost selena na svetlobi poveča. Pod temperaturo svojega vrelišča je selen polprevodnik tipa p.

## Raba
Selen je nujno potrebno mikrohranilo za vse znane oblike življenja; sestavlja nenavadno aminokislino selenocistein. Zaradi njegovih fotovoltažnih in fotoprevodniških lastnosti ga na široko uporabljajo v elektroniki, denimo za izdelavo fotocelic in sončnih celic. Uporabljal se je tudi za izdelovanje usmernikov.
Selen se uporablja za razbarvanje stekla, saj nevtralizira zeleno barvo, nastalo zaradi železastih nečistoč. Uporabljajo ga lahko tudi za pordečitev stekel in steklovin. Selen uporabljajo za izboljšanje odpornosti proti odrgninam vulkaniziranih gum. Uporablja se tudi pri fotokopiranju.
Selen uporabljajo tudi za toniranje fotografij; v ta namen ga prodajajo številni dobavitelji fotomateriala, vključno s Kodakom in Fotospeedom. V fotografski umetnosti se uporablja za poostritev in razširitev tonskega obsega in za povečanje obstojnosti slik.

## Zgodovina
Selen (grško σελήνη selene, luna) je leta 1817 odkril Jöns Jacob Berzelius, ki je ugotovil, da je element povezan s telurjem.
Poraba selena je naraščala z razvojem novih načinov uporabe, vključno z aplikacijami na področju sestavljanja gum, zlitinah jekla in selenskimi usmerniki. Do leta 1970 je selen v usmernikih večinoma nadomestil silicij in glavna raba selena je postala raba kot fotoprevodnik v fotokopirnih strojih. V 80. letih 20. stoletja je raba v polprevodnikih zatonila (čeprav ni povsem izginila), saj je vedno več kopirnih strojev uporabljalo organske fotoprevodnike.
Leta 1996 je raziskava pokazala pozitivno korelacijo med dodatki selena in preprečevanjem nastanka raka pri ljudeh, vendar široka uporaba tega pomembnega odkritja ne bi znatno pripomogla k povpraševanju, saj so potrebni le mali odmerki. V poznih 90. letih je zaradi okoljskih standardov, ki ukinjajo nevarni svinec, postala pomembna raba selena kot dodatka vodovodnim armaturam, pogosto z bizmutom.

## Najdišča
Selen se pojavlja kot selenid v mnogih sulfidnih rudah, kot so bakrova, srebrova ali svinčeva ruda. Pridobijo ga kot stranski produkt pri predelovanju teh rud, iz anodnega blata pri elektrolitskem rafiniranju bakra in iz blata svinčenih komor v tovarnah žveplene kisline. Ta blata lahko obdelajo na številne načine, da pridobijo prosti selen.

## Izotopi
Selen ima najmanj 29 izotopov, od katerih je 5 stabilnih, 6 pa jih je jedrskih izomerov.

## Selen in zdravje
Selen v človeški prehrani nastopa kot mikrohranilo. Uporabljamo ga za odstranjevanje prostih radikalov z antioksidantnimi encimi, igra pa tudi vlogo pri pravilnem delovanju ščitnice. Zadostne količine selena dobimo v žitaricah, mesu, ribah in jajcih. Posebno bogat vir selena so brazilski oreščki.
Pri zdravih ljudeh je pomanjkanje selena relativno redko. Pojavi se lahko pri pacientih z resno obolelim črevesjem, ali tistim, ki so podvrženi popolni parenteralni prehrani. Poleg tega so v nevarnosti tudi ljudje, ki so odvisni od hrane, pridelane na zemlji, revni s selenom. Priporočen dnevni odmerek za odrasle je 55 mikrogramov. Več kot 400 mikrogramov dnevno lahko pripelje do zastrupitve (t. i. selenoze).

### Toksični učinki
Čeprav prosti selen ni toksičen, so nekatere njegove spojine izjemno strupene; delujejo podobno kot arzen. Vodikov selenid in druge spojine so zelo strupene, nevaren pa je tudi v visokih koncentracijah. Rastline iz rodov grahovcev in osivnic, ki rasejo v zemlji, bogati s selenom, lahko povzročijo resne učinke na živali, ki se z njimi prehranjujejo. 
Po podatkih z varnostnega lista International Occupational Safety and Health Information Centre (CIS) je selen strupen (CAS No: 7782-49-2; RTECS No: VS7700000; EC No: 034-001-00-2), še posebej, ko je v obliki majhnih delčkov (npr. prah ali pare).
Razvpit množičen pojav toksičnih učinkov selena se je zgodil v 1980. letih v Kaliforniji (ZDA). Tamkajšnji prebivalci so speljali odvečno namakalno vodo v bazene za izhlapevanje, kjer je nastalo obsežno mokrišče, razglašeno za Naravni rezervat Kesterson. Vendar pa je podlaga na tem območju bogata s selenom, ki se je izpiral in nalagal ter močno presegel varne koncentracije, zaradi česar je prišlo do množičnega pojava deformacij pri mladičih vodnih ptic ter odmiranja rib. Rezervat so morale oblasti zapreti in izvesti obsežno čistilno akcijo.